# Saint-Agnet
Saint-Agnet település Franciaországban, Landes megyében. Lakosainak száma 181 fő (2022. január 1.). Saint-Agnet Projan, Ségos, Latrille, Miramont-Sensacq és Sarron községekkel határos.

## Népesség
A település népessége az elmúlt években az alábbi módon változott:
| Lakosok száma | 177  | 181  | 190  | 190  | 199  | 202  | 188  | 179  | 179  | 181  |
|               | 1968 | 1982 | 1990 | 2006 | 2013 | 2015 | 2017 | 2019 | 2020 | 2022 |